# جيريمياه دبليو. دوايت
جيريمياه دبليو. دوايت (بالإنجليزية: Jeremiah W. Dwight)‏ هو سياسي أمريكي، ولد في 17 أبريل 1819 في سينسيناتوس في الولايات المتحدة، وتوفي في 26 نوفمبر 1885. حزبياً، نشط في الحزب الجمهوري. وقد انتخب عضو مجلس النواب الأمريكي.